# NGC 2867
NGC 2867 ist die Bezeichnung eines planetarischen Nebels im Sternbild Kiel des Schiffs. NGC 2867 hat eine scheinbare Helligkeit von 9,7 mag und einen Durchmesser von 12".
Das Objekt wurde am 1. April 1834 von dem britischen Astronomen John Herschel entdeckt.